# Yuki-onna

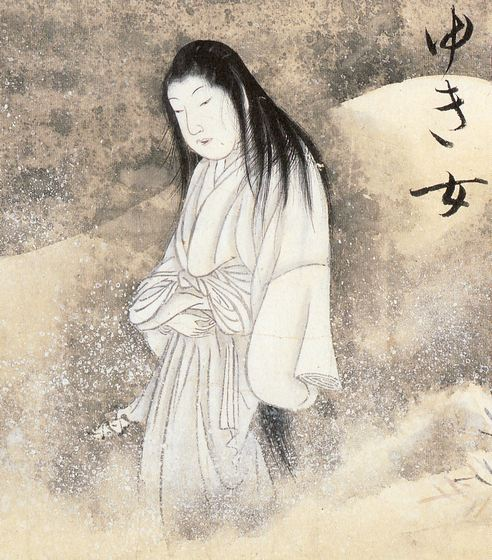
Yuki-onna.

Yuki-onna (雪女, lit. mujer de nieve) es un espíritu o yōkai encontrado en el folclore japonés.
Es una figura popular de Japón, se la puede encontrar en la animación, el manga y la literatura japonesa. Se suele confundir a Yuki-onna con Yama-uba, pero las dos figuras son distintas.

## Apariencia
Yuki-onna es representada como una mujer alta, hermosa, de largos cabellos, que se manifiesta en una noche nevada. Su piel es pálida o aún transparente o incluso de color morado, podría decirse que casi inhumana. Su color hace que se la confunda en paisajes nevados.
A veces usa un kimono blanco, pero otras leyendas dicen que aparece desnuda recostada en la nieve. A pesar de su belleza inhumana, sus ojos pueden causar terror en los mortales.
Yuki-onna flota a través de la nieve, sin dejar huella (de hecho, algunos cuentos dicen que no tiene pies, una característica notable para muchos fantasmas japoneses), y se puede transformar en una nube de niebla o nieve si se siente amenazada.

## Comportamiento
Yuki-onna, está asociada al invierno y a las tempestades de nieve, se dice en algunas leyendas que parece ser el espíritu de un individuo que ha fallecido de frío en la nieve.
Es al mismo tiempo hermosa y serena, más allá de su despiadada matanza de mortales confiados.
Hasta el siglo XVIII, la retrataron casi uniformemente como el mal. Hoy, sin embargo, las historias la colorean a menudo como más humana, acentuando su naturaleza fantasmal y efímera belleza.
En muchas historias, Yuki-onna se revela a los viajeros que se encuentran atrapados en tempestades de nieve y utiliza su respiración helada para dejarlos como cadáveres en forma de estatua de hielo. Otras leyendas dicen que los extravía de modo que mueren debido a la exposición al frío. Otras veces, se manifiesta sosteniendo a un niño. Cuando una persona bien intencionada toma en sus brazos el niño que lleva, esa persona se congela en el lugar. Los padres que buscan a sus hijos son susceptibles a esta táctica.

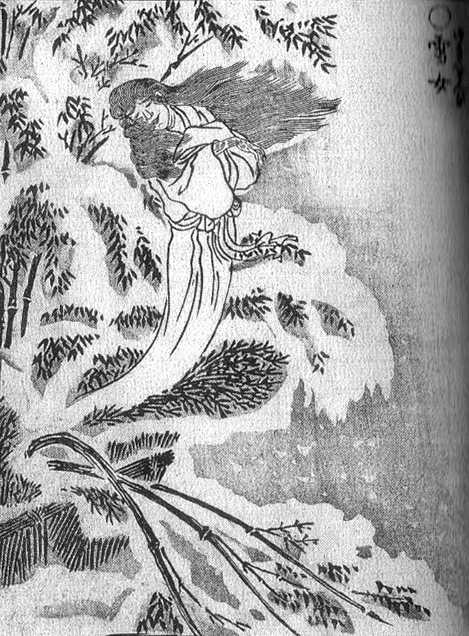
Yuki-Onna por Toriyama Sekien.

Otras leyendas hacen a Yuki-onna mucho más agresiva. En estas historias, invade a menudo físicamente los hogares de la gente, soplando en la puerta con una ráfaga del viento, para matarles mientras duermen (aunque algunas leyendas cuentan que primero la tienen que invitar a entrar en la casa).
Yuki-onna varía de cuento a cuento.
A veces simplemente le satisface observar la muerte de sus víctimas. Otras veces, es más vampírica y chupa la sangre de sus víctimas o la "fuerza de la vida".
De vez en cuando adopta la forma de un Súcubo, cazando hombres de creencias débiles para drenarlos o congelarlos a través de cópula sexual o un beso.
Como la nieve y el tiempo del invierno que ella representa, Yuki-onna tiene un lado más suave. A veces deja a las víctimas marcharse por varias razones. En una leyenda popular de la Yuki-onna, por ejemplo, esta deja libre a un muchacho joven debido a su belleza y edad. Le hace prometer al muchacho que nunca la mencionará y cuando él cuenta la historia a su esposa, más adelante en la vida, su esposa dice ser la mujer de la nieve. Ella se lo revela a él por romper su promesa pero esta vez se va dejándole a cargo de los niños que tuvieron. Pero si él se atreve a maltratar a sus niños, ella volverá sin misericordia. Afortunadamente para él, es un buen padre. En una leyenda similar, Yuki-onna derrite a su marido cuando descubre su verdadera naturaleza.

## Cultura popular
- En El Juego de cartas Yugioh TCG y OCG Yuki Onna aparece como una carta de monstruo de enlace perteneciente al arquetipo mayakashi.
- En la película Kwaidan (El Más Allá) de Masaki Kobayashi se adaptan cuatro cuentos de Lafcadio Hearn, siendo el segundo sobre la Mujer de Nieve.
- En la película Sueños, de Akira Kurosawa, en el episodio La tormenta de nieve una Yuki-onna se aparece al protagonista cuando comienza a desfallecer.
- En la película La Gran Guerra Yokai (The Great Yokai War) de Takashi Miike, aparce interpertada por la actriz Rei Yoshii.
- En el anime y manga, Ajin-Chan Wa Kataritai, Kusakabe Yuki es una Yuki-onna.
- En el anime y manga, Kanokon, el personaje Yukihana es una Yuki-onna.
- En el Anime y manga Crayon Shin Chan  el capítulo 195 'la mujer de las nieves es terrorífica' está basado en la Yuki-onna.
- En el anime manga Rosario + Vampire Mizore es una Yuki-onna.
- En Bleach la Zanpakutō de Rukia Kuchiki es una Yuki-onna.
- En el Manga / Anime Nurarihyon no Mago una de los Yôkai es Yuki-onna.
- En la franquicia Pokémon, Froslass (Yukimenoko, en romaji Japonés), un Pokémon de tipo hielo/fantasma, está basado en la Yuki-onna.
- En el videojuego indie Yume Nikki, uno de los efectos posibles de encontrar se llama "Yuki-onna", el cual transforma a la protagonista en dicho ser, y además le permite invocar nieve en cualquier lugar al usarlo. Este efecto se obtiene al interactuar con un NPC de la misma apariencia del efecto.
- En el séptimo videojuego de Touhou, Perfect Cherry Blossom, el personaje Letty Whiterock es una Yuki-onna.
- En el anime y manga Yū Yū Hakusho Yukina la hermana de Hiei es Una Yuki-onna.
- En el anime Card Captor Sakura es mencionada en el capítulo 64.
- En el anime Dororon Enma-kun Yukiko-Hime es una Yuki-Onna.
- En el Manga/anime InuXBoku SS Nobara Yukinokouji es una Yuki-Onna.
- En el Manga/Anime Jigokuse Sensei Nube, Yukime es una Yuki-onna.
- En el videojuego Final Fantasy VII, para conseguir la materia de invocación Alejandro, se debe derrotar a un enemigo llamado Nieve, el cual se presenta como una mujer afín al elemento Hielo que vive en soledad en medio de un campo nevado dentro de una cueva.
- En la saga de juegos de pelea Blazblue, uno de los personajes principales, Jin Kisaragi usa una nihontō llamada Yukianesa, con la que le permite realizar ataques de hielo.
- En el anime/manga One Piece, La harpía de las nieves Monet, de punk hazard, es una Yuki-onna.
- En el anime/manga Inuyasha, es un personaje que atrae las nieves y engaña a los hombres para devorarlos.
- En 1992, el grupo de mangakas CLAMP lanzó el manga Shirahime-Syo, el cual narra tres historias sobre una Yuki-onna.
- La canción "Lady of The Snow" de Symphony X habla sobre este personaje.
- En el anime de Ranma 1/2 capítulo 126, donde al parecer se enamora de Ryoga Hibiki.
- En el manga de Monster Musume no Iru Nichijō, Yukio es una Yuki-onna propietaria de un balneario que pide ayuda a los protagonistas para que le ayuden a mejorar su negocio haciéndolo accesible tanto para humanos como extraespecies.
- En el web manga Kiitarō Shōnen no Yōkai Enikki Yukihaha es una Yuki-onna representada como una mujer fría, con amor por la pintura. Tiene una pequeña hija, Yukimusume, también una Yuki-onna, siendo representada como una niña dulce y educada.[2]
- En el manga Demi-chan wa Kataritai, Yuki Kusakabe es una Yuki-onna.[3]
- En "Tales from the Darkside: The Movie" estrenada en 1990, presenta su tercera historia basada en esta leyenda.
- En el videojuego NIOH, uno de los jefes en este es una Yuki-Onna,la cual se demuestra que es la esposa del difunto emperador Nobunaga Oda.
- En el Manga/Anime InuYasha una mujer fue vista por Miroku, uno de los protagonistas, esta tenía un niño por lo cual podría ser una Yuki-onna.
- En el Manga/Anime Yo-Kai Watch, uno de los yokais llamado Fristina está inspirada en una Yuki-onna.
- En el Manga de "Love Monster", Yuki es hijo de una yuki-onna, por lo que es un hombre de las nieves, y es amigo del protagonista Kurou.
- En el Manga y anime Urusei Yatsura, Oyuki es una yuki-Onna.
- En el Manga/Anime Jashin-chan Dropkick los personajes de Yusa y Koji están clasificadas como Yuki-onna, aunque según Yusa, en sus edades infantiles, suelen tener cara de topo.
- En la novela visual The Ditzy Demons Are in Love With Me, una de las heroínas es una Yuki-Onna.
- En el anime Kakuriyo no Yadomeshi,  Oryō es una yuki-onna.
- En juego de rol Broken Tales,  "Yukie Onn, La artista viajera" es uno de los personajes pregenerados.